# Copa de Escocia 1873-74
La Copa de Escocia de 1873-74 fue la primera temporada de la competición de fútbol por eliminatorias más prestigiosa de Escocia. Un total de 16 equipos del oeste de Escocia participaron en el torneo, pero solo 14 clubes lograron disputar al menos un partido, ya que dos equipos se retiraran. La competición comenzó con un partido entre Renton y Kilmarnock el 18 de octubre de 1873 y concluyó con la final el 21 de marzo de 1874. Después de 16 partidos y 38 goles, la copa inaugural la ganó Queen's Park, que derrotó al club de Glasgow Clydesdale por 2-0 en la final.
Los 16 equipos que participaron en la competición consistieron en los ocho miembros fundadores de la Asociación Escocesa de Fútbol (SFA) —Clydesdale, Dumbreck, Eastern, Granville, Kilmarnock, Queen's Park, Vale of Leven y 3rd Lanarkshire Rifle Volunteers— así como Alexandra Athletic, Blythswood, Callander, Dumbarton, Renton, Rovers, Southern y Western. Las cuotas de suscripción de 15 de estos clubes se utilizaron para pagar el trofeo de la Copa de Escocia por el que competirían los equipos. A diferencia de la FA Cup de Inglaterra, el trofeo original todavía se entrega a los ganadores de la competición, por lo que es el trofeo más antiguo de fútbol del mundo.

## Antecedentes
El Queen's Park fue fundado en julio de 1867, y tres años más tarde fue el primer club escocés en unirse a la Asociación Inglesa de Fútbol, donde participaron en la primera temporada de la FA Cup, y contribuyeron al coste del trofeo. Sin embargo, el coste de viajar a Inglaterra para los partidos era demasiado alto y, tanto en 1872 como en 1873, el equipo fue obligado a retirarse de la competición en las semifinales.
En marzo de 1873, el equipo publicó un anuncio en un periódico de Glasgow para invitar a clubes de fútbol a una reunión en el Hotel Dewar's con la intención de discutir la formación de una asociación de fútbol para Escocia. El secretario del club, Archibald Rae, también escribió una carta a varios clubes, incluido Kilmarnock —que había sido influenciado por Queen's Park para jugar fútbol en lugar de rugby—, para invitarlos a la reunión. A los miembros del comité de Queen's Park se unieron representantes de otros seis clubes en la reunión: Clydesdale, Vale of Leven, Dumbreck, 3rd Lanarkshire Rifle Volunteers, Eastern y Granville, además de una carta de apoyo del Kilmarnock, cuyos representantes no pudieron asistir. Los ocho clubes acordaron establecer la Asociación Escocesa de Fútbol (SFA), y acordaron que:

Los clubes aquí representados se constituyen en una asociación para la promoción del fútbol de acuerdo con las reglas de la Asociación de Fútbol y que los clubes relacionados con esta asociación se suscriben a una copa desafío que se jugará anualmente, cuyo comité propondrá las reglas de la competencia.

Ocho equipos más se unieron a la SFA durante los siguientes meses y las cuotas de suscripción de quince de los miembros se utilizaron para pagar el trofeo. La Copa de Escocia es el trofeo más antiguo del fútbol, y se ha otorgado al ganador de cada edición de la competencia, que se celebra de forma anual.

## Formato
Debido a que 16 equipos participaron en la competición, la primera edición de la Copa de Escocia adoptó el formato de un torneo eliminatorio simple. En los años siguientes, el número de participantes se expandiría para incluir regularmente a más de 100 equipos, lo que resultó en la necesidad de exenciones antes de la introducción de la Liga escocesa de fútbol en 1890 y de la Scottish Qualifying Cup en 1895.
Para la primera ronda, los nombres de los 16 equipos se sortearon por parejas. El equipo local para cada eliminatoria se determinó mediante el lanzamiento de una moneda, a menos que fuera de mutuo acuerdo o que solo uno de los dos clubes enfrentados tuviera un campo propio. En caso de empate, el equipo perdedor del sorteo tendría la opción de elegir el campo para la repetición. Este proceso se repitió para los cuartos de final y semifinales. La elección del lugar de celebración de la final y de sus posibles desempates quedó reservada a la SFA.

### Reglas
La competición inaugural fue disputada según las reglas de la Asociación de Fútbol, conocidas como reglas del juego. Los partidos duraron 90 minutos con un descanso a los 45 minutos. Los campos no podían tener más de 200 yardas (180 m) por 100 yardas (91 m) y las porterías estaban marcadas por dos postes verticales en cada extremo, a 8 yardas (7,3 m) de distancia, con cinta entre ellos a una altura de 8 pies (2,4 m). Un lanzamiento de moneda decidió hacia dónde dispararía cada equipo y qué equipo daría el puntapié inicial. Se marcó gol cuando el balón pasó entre los postes debajo de la cinta. Los equipos cambiaron de lado después de marcar cada gol, a menos que no se anotaran goles en la primera mitad, ya que en este caso cambiaban luego del descanso. 
Un jugador se consideraba «fuera de juego» si estaba más cerca de la portería que un compañero que le pateó el balón, a menos que hubiera al menos tres oponentes entre él y la portería. Los jugadores que estaban fuera de juego no podían tocar el balón ni impedir que otros jugadores lo hicieran hasta que volvieran a estar «en juego». Las reglas prohibían específicamente a los jugadores patear y hacer tropezar a sus oponentes, así como usar «clavos salientes, placas de hierro o gutapercha» en las suelas de sus botas.

### Equipos
Los 16 equipos entraron a la competición en la primera ronda. De los clubes que ingresaron, ocho eran miembros fundadores de la SFA. Entre ellos se incluían a Clydesdale, Granville, Queen's Park y 3rd Lanark RV de Renfrewshire, así como Dumbreck de Lanarkshire, Eastern de Glasgow, Kilmarnock de Ayrshire y Vale of Leven de Dunbartonshire. Otros cinco clubes de Glasgow —Alexandra Athletic, Blythswood, Callander, Rovers y Western— ingresaron junto con Dumbarton y Renton de Dunbartonshire y Southern de Renfrewshire.
De los 16 equipos que ingresaron a la primera ronda, Southern fue el único equipo que no jugó un solo partido en ninguna edición de la Copa de Escocia. En 1967, todos los equipos habían desaparecido excepto Dumbarton, Kilmarnock, Queen's Park y Vale of. Leven y, a partir de 2023, solo los tres primeros aún compiten regularmente en la competición.

### Calendario
| Ronda            | Fecha del primer partido | Clubes |
| Primera ronda    | 18 de octubre de 1873    | 16 → 8 |
| Cuartos de final | 8 de noviembre de 1873   | 8 → 4  |
| Semifinales      | 13 de diciembre de 1873  | 4 → 2  |
| Final            | 21 de marzo de 1874      | 2 → 1  |

## Primera ronda
En una reunión del comité de la Asociación Escocesa de Fútbol el 9 de octubre de 1873, se sortearon las parejas de la primera ronda. El primer partido tuvo lugar el 18 de octubre de 1873, cuando Renton derrotó a Kilmarnock, que jugó todo el partido con 10 jugadores, por 2-0 en el estadio neutral Hampden Park, en Crosshill. Los informes de los periódicos de la época sugieren que Kilmarnock podía haber estado en desventaja, ya que estaban más acostumbrados a jugar al rugby. Más tarde ese mismo día, Alexandra Athletic y Eastern registraron victorias sobre Callander y Rovers respectivamente, y la semana siguiente Queen's Park comenzó con una victoria por 7-0 sobre Dumbreck en el partido con la goleada más abultada de la competencia inaugural. John McPherson anotó el primer triplete de la historia de la Copa de Escocia en el encuentro donde Clydesdale derrotó a Granville por 6-0, en lo que sería el único partido de la Copa de Escocia de este último, y Blythswood ganó 1-0 como visitante ante Western.
Southern y Vale of Leven perdieron sus partidos de primera ronda por walkover contra Dumbarton y 3rd Lanark RV respectivamente.
| Local              | Resultado | Visitante     |
| ------------------ | --------- | ------------- |
| Renton             | 2-0       | Kilmarnock    |
| Eastern            | 4-0       | Rovers        |
| Alexandra Athletic | 2-0       | Callander     |
| Queen's Park       | 7-0       | Dumbreck      |
| Western            | 0-1       | Blythswood    |
| Clydesdale         | 6-0       | Granville     |
| 3rd Lanark RV      | w/o       | Southern      |
| Dumbarton          | w/o       | Vale of Leven |

## Cuartos de final
La fase de cuartos de final comenzó el 8 de noviembre de 1873 cuando Clydesdale y 3rd Lanark RV empataron 1-1 en Kinning Park, lo que los hizo establecer el primer partido de desempate de la Copa de Escocia ocho días después. Este encuentro también terminó en empate, lo que significó que se jugó un segundo partido de desempate el 6 de diciembre. Mientras tanto, Dumbarton perdió 0-1 ante Renton en un desempate en un parque público en Renton el 29 de noviembre de 1873, después de que el primer partido hubiera terminado sin goles una semana antes en el mismo lugar.
El partido de Queen's Park contra Eastern debía comenzar a las 15:00, pero debido a la llegada tardía del capitán de Eastern, el inicio se retrasó 20 minutos y el partido se abandonó con 10 minutos por jugar debido a la oscuridad. Queen's Park ganaba 1-0 y el resultado se mantuvo. Blythswood también alcanzó las semifinales sin la necesidad de un desempate, ya que derrotó a Alexandra Athletic 2-0. En el último partido de la etapa de cuartos de final, Clydesdale derrotó a 3rd Lanark RV 2-0 en Kinning Park en su segundo desempate.
| Local              | Resultado | Visitante     |
| ------------------ | --------- | ------------- |
| Clydesdale         | 1-1       | 3rd Lanark RV |
| Queen's Park       | 1-0       | Eastern       |
| Renton             | 0-0       | Dumbarton     |
| Alexandra Athletic | 0-2       | Blythswood    |

| Local      | Resultado | Visitante     |
| ---------- | --------- | ------------- |
| Clydesdale | 0-0       | 3rd Lanark RV |
| Renton     | 1-0       | Dumbarton     |

| Local      | Resultado | Visitante     |
| ---------- | --------- | ------------- |
| Clydesdale | 2-0       | 3rd Lanark RV |

## Semifinales
Los dos partidos de semifinales se jugaron con una semana de diferencia en diciembre de 1873. Queen's Park fue el primer equipo en llegar a la final al derrotar a Renton por 2-0 en Hampden Park el 13 de diciembre. Clydesdale reservó su lugar en la final inaugural una semana después al registrar una victoria por 4-0 sobre Blythswood en Kinning Park. El partido fue abandonado después del cuarto gol debido a la oscuridad, pero el resultado se mantuvo.
| Local        | Resultado | Visitante  |
| ------------ | --------- | ---------- |
| Queen's Park | 2-0       | Renton     |
| Clydesdale   | 4-0       | Blythswood |

## Final

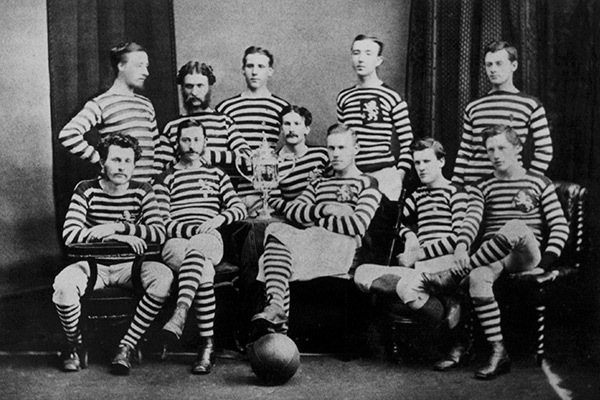
El equipo del Queen's Park campeón de la Copa de Escocia 1873-74.

Después de 15 partidos jugados y 36 goles marcados, el torneo culminó en la final de la Copa de Escocia el 21 de marzo de 1874. El partido, jugado en Hampden Park en Crosshill, tuvo una asistencia de 2500 espectadores y fue arbitrado por James McIntyre de Eastern. Como Hampden Park era el campo del finalista Queen's Park, el partido fue una de las pocas finales de copa en Escocia que no se jugó en un territorio neutral.
Ambos goles llegaron en la segunda mitad gracias a los internacionales escoceses Billy MacKinnon y Robert Leckie. El Queen's Park ganó 2-0 y se llevó el trofeo, el primero de sus 10 campeonatos de copa.
| 21 de marzo de 1874 | Queen's Park                            | 2-0 | Clydesdale | Hampden Park, Crosshill                                            |                                                                    |
| 15:00               | Billy MacKinnon 60' · Robert Leckie 85' |     |            | Asistencia: 2500 espectadores Árbitro(s): James McIntyre (Eastern) | Asistencia: 2500 espectadores Árbitro(s): James McIntyre (Eastern) |